# Muntura equatorial

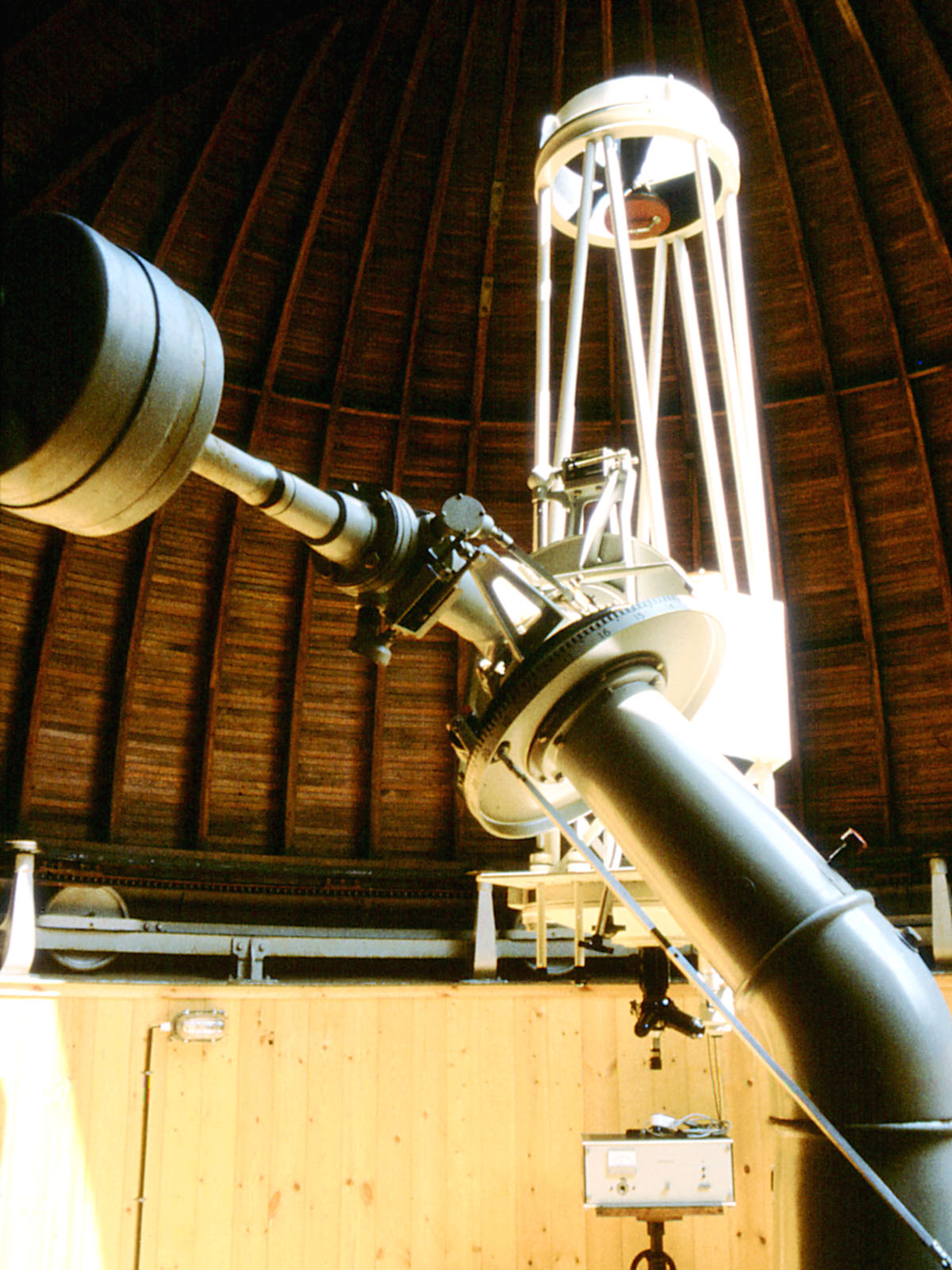
Una muntura equatorial alemanya gran en un telescopi reflector Cassegrain Forststernwarte Jena 50cm.

Una muntura equatorial és una muntura que té un eix rotacional paral·lel a l'eix de rotació de la Terra. Aquest tipus de muntura és usada en telescopis, antenes parabòliques, i càmeres. L'avantatge d'una muntura equatorial és deguda a la seva habilitat per suportar instruments subjectats de manera que poden seguir el moviment diürn movent un eix a velocitat constant. Quan suporta una antena parabòlica, una muntura equatorial permet a l'antena apuntar a molts de satèl·lits geoestacionaris girant sobre un eix.

## Muntures de telescopi

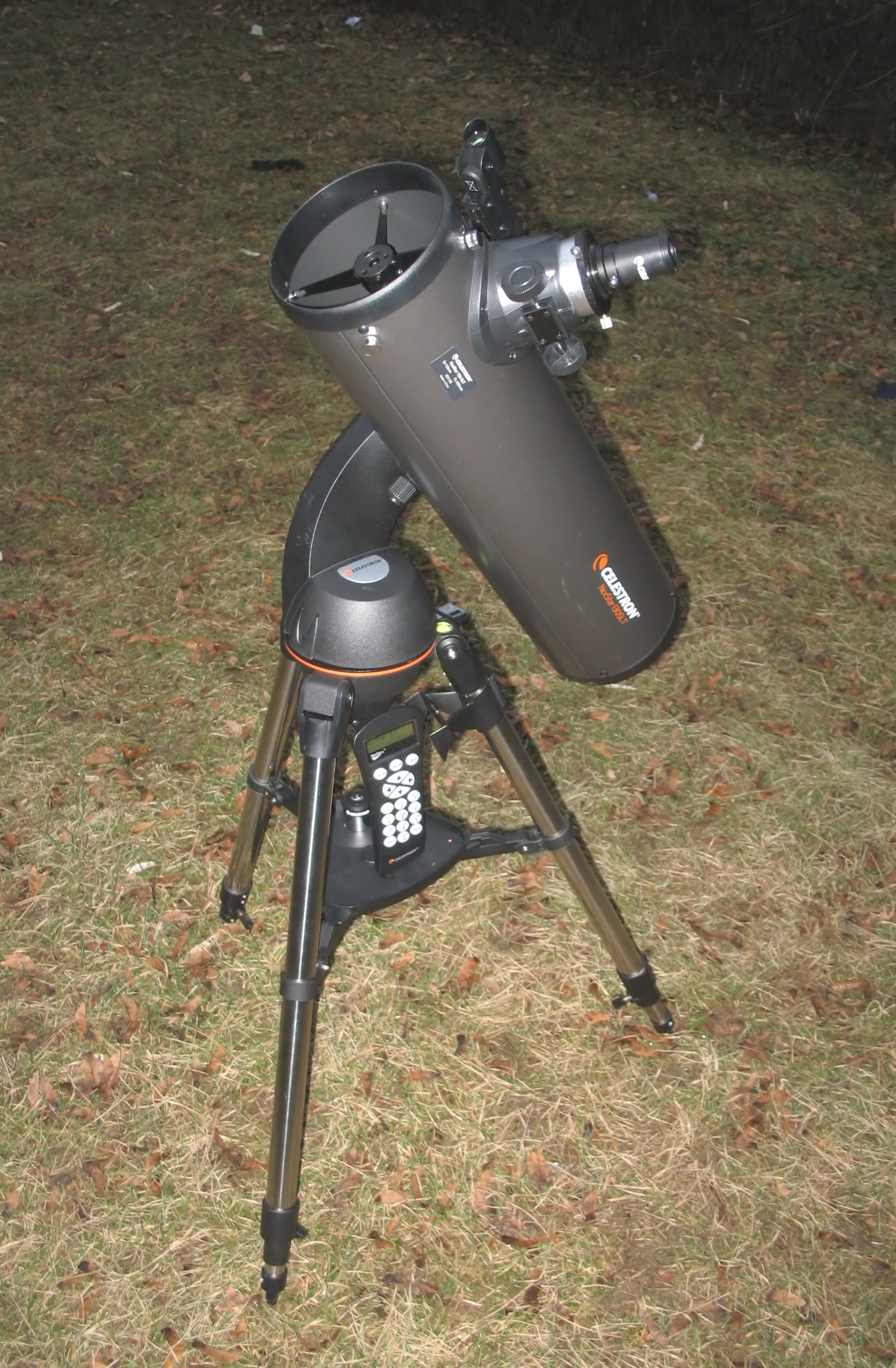
Un Celestron Nexstar 130, té un petit teclat que permet controlar el telescopi. Les bateries estan estotjades en el compartiment circular situat entre els peus del trípode.

A les muntures equatorials de telescopis, l'eix equatorial (l' ascensió recta) du acoblat un segon eix de moviment perpendicular (conegut com a declinació). Les muntures equatorials sovint estan equipades amb un motor per poder seguir de forma automàtica els objectes a través del cel. També estan equipats amb cercles graduats per permetre la localització dels objectes segons les seves coordenades celestes. Les muntures equatorials són diferents, des del punt de vista mecànic, més simples que les muntures altazimutals, que necessita un moviment de velocitat variable en els dos eixos per seguir un objecte fix del firmament. També, en el cas de l'astrofotografia, la imatge no gira en el pla focal, com en el cas de les muntures altazimuts quan són guiades per seguir el moviment de l'objectiu, llevat que s'instal·li un prisma rotatori o un altre instrument que redreci el camp.
Les muntures equatorials de telescopi es poden trobar en diferents dissenys. En els vint anys els aparells motoritzats han millorat amb la localització d'objectius computeritzada. Els cercles graduats digitals tenen un petit ordinador amb una base de dades d'objectes astronòmics. L'ordinador controla la posició del telescopi respecte al cel. L'operador ha de programar el telescopi. Llavors els sistemes fan anar uns servomotors i l'operador no ha de tocar l'instrument que canvia la seva posició respecte al cel, seguint els objectes que han estat programats. Els ordinadors en aquests sistemes es controlen amb un petit teclat o mitjançant un ordinador que serveix tant per controlar el telescopi com per capturar imatges amb una càmera electrònica. L'electrònica dels telescopis moderns sovint inclouen un comandament per autoguiatge. Un instrument especial segueix el rastre d'un estel i fa ajustaments en la posició del telescopi mentre fotografia el cel. Per funcionar l'autoguiatge ha de ser capaç de comandar el telescopi per mitjà del sistema de control. Aquest comandament pot compensar errors lleugers en la programació del rastreig, com poden ser els errors periòdics deguts el moviment cap avant i cap arrere que sembla tenir el moviment del telescopi.
En els nous observatoris les muntures equatorials han estat desplaçades durant dècades en els aparells professionals de gran escala. Els instruments nous grans són més estables quan es munten en un altazimut. El rastreig i la derrota a través del camp computeritzats no són difícils d'aconseguir pels professionals. Mentre entre els afeccionats les muntures equatorials encara són populars, particularment en astrofotografia.
En el cas de les muntures més elaborades, els dos eixos són motoritzats. Un ordinador, amb un receptor GPS, comanda els motors per una posada en estació ràpida, i permet apuntar als objectes astronòmics de forma automàtica: se suficient entrar les coordenades celestes de l'objecte, o seleccionar-lo d'una llista.

## Muntura anglesa
La muntura anglesa és com un gran signe més (+). L'eix de l'ascensió recta sostingut pels dos caps, l'eix de la declinació hi està subjectat aproximadament al punt mitjà.
El telescopi està posat al final de l'eix de declinació, i a l'altre cap hi ha un contrapès adequat.

## Muntura alemanya
En la muntura alemanya l'estructura és en forma de T, en la que la barra més baixa és l'eix de l'ascensió recta, i la barra més alta és l'eix de declinació. És el model més freqüent per a telescopis d'afeccionat, en aquesta muntura l'eix equatorial és un cilindre sòlid en un dels extrems del qual s'acobla el telescopi, i en l'altre un contrapès.
Aquesta muntura és el tipus més comú de muntura de telescopi, i molts de telescopis Schmidt-Cassegrain d'afeccionats amb refractors des de 60 mm (2,4") a 350 mm (14") incorporen aquesta muntura.

## Forquilla
La majoria de telescopis de reflexió catadiòptrics fabricats en massa (de 200 mm o de diàmetre més gran) tenen tendència a ser d'aquest tipus. Aquesta muntura sembla un altazimut, però la forquilla s'ha d'alinear paral·lela a l'eix de la Terra.
Molts de telescopis professionals són forquilles equatorials, i estan en el rang de 0,5 – 2,0 metres de diàmetre.